# Brand New Day (album Blood, Sweat & Tears)
Brand New Day – dziesiąty album studyjny zespołu Blood, Sweat & Tears, wydany w 1977 roku nakładem ABC Records.

## Album

### Historia
Album Brand New Day  został wyprodukowany w 1977 roku przez Roya Halee i Bobby’ego Colomby’ego, którzy w 1971 roku współproducentami albumu B, S & T; 4. Wydawnictwo (jedyne zrealizowane przez zespół dla ABC Records) jest utrzymane w stylu zbliżonym do R&B i popu, choć utwory „Same Old Blues” i „Gimme That Wine” mają bardziej funkowe brzmienie. „Dreaming As One” został zaśpiewany przez duet David Clayton-Thomas–Chaka Khan. Zestaw utworów uzupełniły: „Rock and Roll Queen”, będący hołdem dla Janis Joplin, oraz cover „Don’t Explain” Billie Holiday.
Brand New Day był w rzeczywistości ostatnim albumem Blood, Sweat & Tears, chociaż kolejne wydawnictwo wykorzystujące nazwę zespołu pojawiło się później, gdy zespół Claytona-Thomasa, Canada zmienił nazwę, by zwiększyć sprzedaż swojego albumu Nuclear Blues.

### Lista utworów
Lista i informacje według Discogs:
Side A
| 1. | Somebody I Trusted (Put Out The Light) (Daniel Moore) | 3:56  |
|    |                                                       |       |
| 2. | Dreaming As One (William Smith/David Palmer)          | 4:10  |
|    |                                                       |       |
| 3. | Same Old Blues (J.J. Cale)                            | 3:07  |
|    |                                                       |       |
| 4. | Lady Put Out The Light (Fletcher/Flegg)               | 4:00  |
|    |                                                       |       |
| 5. | Womanizer (Randy Sharp)                               | 3:50  |
|    |                                                       |       |
|    |                                                       | 19:03 |
|    |                                                       |       |
Side B
| 1. | Blue Street (Randy Edelman)                     | 4:29  |
|    |                                                 |       |
| 2. | Gimme That Wine (Jon Hendricks)                 | 5:00  |
|    |                                                 |       |
| 3. | Rock & Roll Queen (Phil Driscoll/Bob Johnson)   | 5:10  |
|    |                                                 |       |
| 4. | Don’t Explain Arthur Herzog Jr./Billie Holiday) | 6:00  |
|    |                                                 |       |
|    |                                                 | 20:39 |
|    |                                                 |       |

### Muzycy

#### Zespół
- David Clayton-Thomas – główny wokal
- Dave Bargeron – puzon, puzon basowy
- Larry Willis – keyboardy
- Tony Klatka – trąbka, skrzydłówka
- Bill Tillman – saksofon altowy, saksofon tenorowy, saksofon barytonowy, flet
- Forest Buchtell – trąbka, skrzydłówka
- Mike Stern – gitary
- Danny Trifan – gitara basowa
- Roy McCurdy – perkusja
- Bobby Colomby – instrumenty perkusyjne, śpiew

#### Muzycy gościnni
- Chaka Khan – śpiew w „Dreaming As One”
- Willie Smith – śpiew, organy
- Paul Shure – smyczki
- Pete Jolly – obój musette
- Tommy Morgan – harmonijka ustna
- Roy Halee – trąbka w „Same Old Blues”
- Paul Stallworth, King Errison, Bob Payne, Peter Graves, Stu Blumberg, Tom Peterson, Ernie Watts, John Rosenberg, Mike Altshul, John Gross, Ray Reed, Glen Garrett, John Mitchell, Venetta Fields, Brenda Bryant, Mike Finnigan, Carl Graves, Tish Smith

### Produkcja
- Roy Halee, Bobby Colomby – produkcja
- Tony Klatka – aranżacja

## Odbiór

### Opinie krytyków
| Recenzje                           | Recenzje |
| Publikacja                         | Ocena    |
| ---------------------------------- | -------- |
| AllMusic                           | [ 2 ]    |
| Prog Archives                      | [ 3 ]    |
| The New Rolling Stone Record Guide | [ 4 ]    |

Jason Elias z magazynu AllMusic uważa, że „w większości przypadków Brand New Day nie był tak innowacyjny ani tak okazały jak poprzednie wydawnictwa, ale fani będą cieszyć się niektórymi lepszymi momentami”.
Easy Livin z Prog Archives ocenia, że „chociaż nie ma nic złego ani nawet słabego w Brand New Day, [to] brakuje mu ekscytacji i energii wczesnych prac zespołu. Jest być może trochę zbyt ciasny i zdezynfekowany, ze zdawkowymi wykonaniami odpowiednich piosenek. Wpływy progresywne, które podtrzymywały zespół we wczesnych latach, niemal zniknęły, zastąpione przez funkowy pop i proste ballady”. 